# Тучкова, Арина
Арина Тучкова (собственно, Орина; упомин. в 1591) — кормилица царевича Дмитрия Углицкого, один из фигурантов Угличского дела. В отдельных источниках и исследованиях ошибочно именуется Дарьей Мотяковой и Ириной Ждановой (результат неправильной интерпретации материалов дела, где Тучкова фигурирует как «Жданова жена, Тучкова, царевичева кормилица Орина»).

## Роль в истории
В соответствии с материалами Угличского дела, 15 (25) мая 1591 года Арина Тучкова была одним из свидетелей гибели царевича Дмитрия (наряду с его мамкой Василисой Волоховой, постельницей Марьей Колобовой и четырьмя ребятами-«жилцами», игравшими с царевичем «в тычку»). Показания Тучковой не содержат существенных отличий от того, что сообщили другие очевидцы, за исключением одной подробности: кормилица упоминает, что царевич умер у неё на руках. (Это подтверждается словами Андрея Нагого, который, оказавшись на месте происшествия, заметил, что «царевич лежит у кормилицы на руках мертв».) Тем не менее, по окончании следствия из Москвы пришёл приказ, предписывающий доставить Тучкову и её мужа в столицу под усиленной охраной («чтоб с дороги не утекли и дурна над собою не учинили»). Чем были вызваны такие предосторожности, остаётся неясным.

## Упоминания в источниках

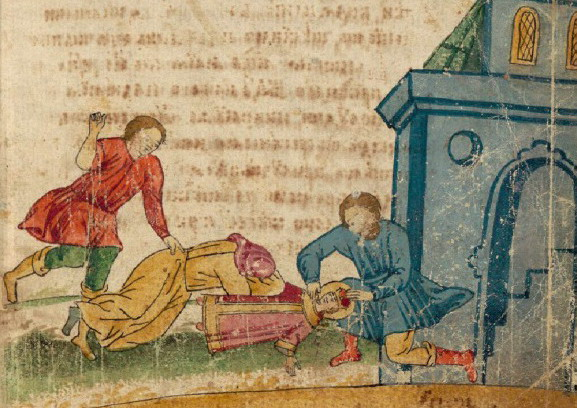
Никита Качалов избивает Тучкову, которая пытается защитить царевича от рук Осипа Волохова. Миниатюра из «Жития царевича Димитрия Угличского» (кон. XVIII в.).

Арина Тучкова упоминается в рассказе об убийстве Дмитрия Углицкого, приведённом в «Новом летописце». По данным этого источника, кормилица пыталась защитить царевича от злоумышленников («паде на нем и нача кричати»), за что была ими зверски избита. «Повесть о убиении царевича Дмитрия» описывает то же самое событие несколько иначе: убийцы якобы совершили своё преступление, предварительно оглушив Тучкову ударом «палицы», что не находит подтверждения ни в материалах дела, ни в других источниках. В «Сказании о царстве царя Фёдора Ивановича», сохранившемся в списках XVIII века, Арина Тучкова ошибочно именуется Дарьей Мотяковой и обвиняется в сговоре с преступниками.

## Оценки историков
В отечественной историографии Арине Тучковой уделяется столько же внимания, сколько и остальным рядовым фигурантам Угличского дела. Н. М. Карамзин именует её «усердной кормилицей», противопоставляя «злой мамке» Василисе Волоховой, а воссоздавая сцену гибели царевича, пользуется словами Тучковой о том, что Дмитрий умер у неё на руках: «Девятилетний святой мученик лежал окровавленный в объятиях той, которая воспитала и хотела защитить его своею грудью; он трепетал, как голубь, испуская дух, и скончался, уже не слыхав вопля отчаянной матери...». Таким образом, Карамзин считал, что показания кормилицы полностью заслуживают доверия. Аналогичная точка зрения существует и в современной историографии: её придерживается, в частности, кандидат исторических наук С. Ю. Шокарев.

### Комментарии
1. ↑  Выделенные Карамзиным слова — цитата из «Нового летописца» (в источнике: «О чюдо праведно и ужасно, како мертвенное тело трепеташась на великий час, аки голубь!»[7]).